# Řád Za zásluhy o vlast
Řád Za zásluhy o vlast je státní vyznamenání Ruské federace. Je udělováno za vynikající výsledky při posílení ruské státnosti, za socio-ekonomický rozvoj země, výzkumnou činnost a rozvoj umění a kultury, vynikající sportovní výsledky, posílení míru, přátelství a spolupráce mezi národy, za významný přínos k posílení obrany země.

## Historie
Řád byl zřízen dne 2. března 1994 dekretem prezidenta Ruské federace č. 442. Od svého založení do 1. července 1998, kdy byl obnoven Řád svatého Ondřeje, byl tento řád nejvyšším vyznamenáním Ruské federace. Heslo řádu Польза, честь и слава (Užitek, čest a sláva) je převzato z ruského imperiálního Řádu svatého Vladimíra.

## Vzhled řádu
Odznakem je zlatý, červeně smaltovaný tlapatý kříž, na němž je položen zlatý znak Ruské federace (trojkorunovaný orel držící žezlo a jablko, na prsou má položený znak se svatým Jiřím na koni zabíjejícím draka.
Řádová hvězda je stříbrná a osmicípá, ve středu je umístěn kulatý medailon se zlatým znakem Ruské federace na stříbrném poli, kolem nějž se vine stříbrný nápis na červeném pásu ПОЛЬЗА, ЧЕСТЬ И СЛАВА (UŽITEK, ČEST A SLÁVA). V případě vojenských zásluh se nad kříž přidávaly dva zlaté zkřížené meče.
Stuha je červená.

## Dělení řádu
Řád se dělí na čtyři třídy. Udělování probíhá postupně, od nejnižší (4.) třídy po třídu nejvyšší. Aby někdo mohl obdržet 3. třídu, musí mu být před tím udělena třída 4.
- 1. třída – velkostuha, hvězda
- 2. třída – u krku, hvězda
- 3. třída – u krku
- 4. třída – na prsou

## Galerie

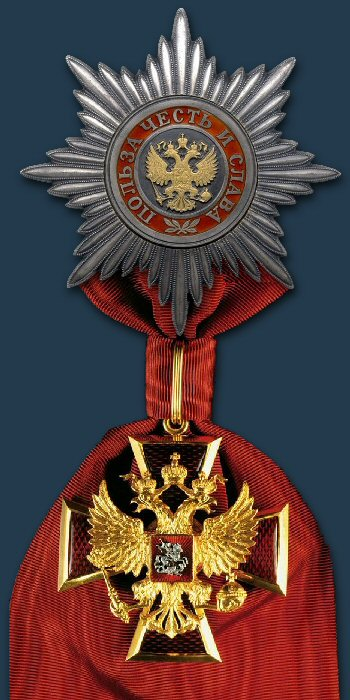
Odznak, hvězda a velkostuha 1. třídy
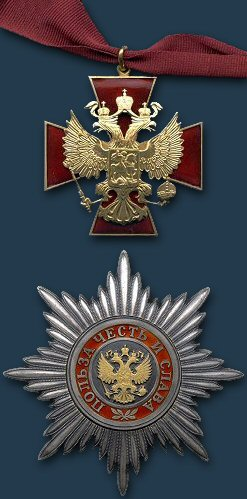
Odznak a hvězda 2. třídy
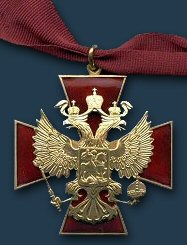
Odznak 3. třídy
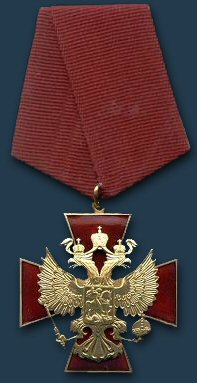
Odznak 4. třídy